# 30535 Sarahgreenstreet
30535 Sarahgreenstreet è un asteroide della fascia principale. Scoperto nel 2001, presenta un'orbita caratterizzata da un semiasse maggiore pari a 1,9255807 au e da un'eccentricità di 0,0303632, inclinata di 24,04937° rispetto all'eclittica.